# Jamundí
Jamundí è un comune della Colombia facente parte del dipartimento di Valle del Cauca. 
L'abitato venne fondato da Juan de Ampudia e Pedro de Añazco nel 1536.